# 122-я эскадрилья связи гидросамолётов
122-я эскадрилья связи гидросамолётов (сербохорв. 122. hidroavijacijska eskadrila za vezu / 122. хидроавијацијска ескадрила за везу) — авиационная эскадрилья военно-воздушных сил и войск ПВО СФРЮ. Образована 24 июля 1949 года как 122-е отделение гидросамолётов (сербохорв. 122. hidroavijacijsko odeljenje / 122. хидроавијацијско одељење) при военно-морском флоте СФРЮ.

## История
Эскадрилья была образована в Дивулье, где располагалась её база в течение всего существования эскадрильи. До 17 декабря 1951 года входила в состав югославского флота, пока не была объединена с плавучей базой 21-й авиационной дивизии и не вошла в состав этой дивизии ВВС. Была оснащена трофейными немецкими, а также новыми югославскими и британскими гидросамолётами. В 1954 году на вооружение эскадрильи были приняты два британских вертолёта Westland WS-51 Dragonfly.
Расформирована приказом от 8 июня 1968 года, правопреемником стало 3-е отделение 784-й противолодочной вертолётной эскадрильи.

## В составе
- Военно-морские силы СФРЮ (1949—1951)
- 21-я смешанная авиационная дивизия[англ.] (1951—1959)
- 9-е авиационное командование[англ.] (1959—1964)
- 5-й авиационный корпус[англ.] (1964—1966)
- 97-й вспомогательный авиационный полк (1966—1968)

## Предыдущие наименования
- 122-е отделение гидросамолётов (1949—1951)
- 122-я эскадрилья связи гидросамолётов (1951—1968)

## Техника
- Aero 2H[англ.] (1949—1959)

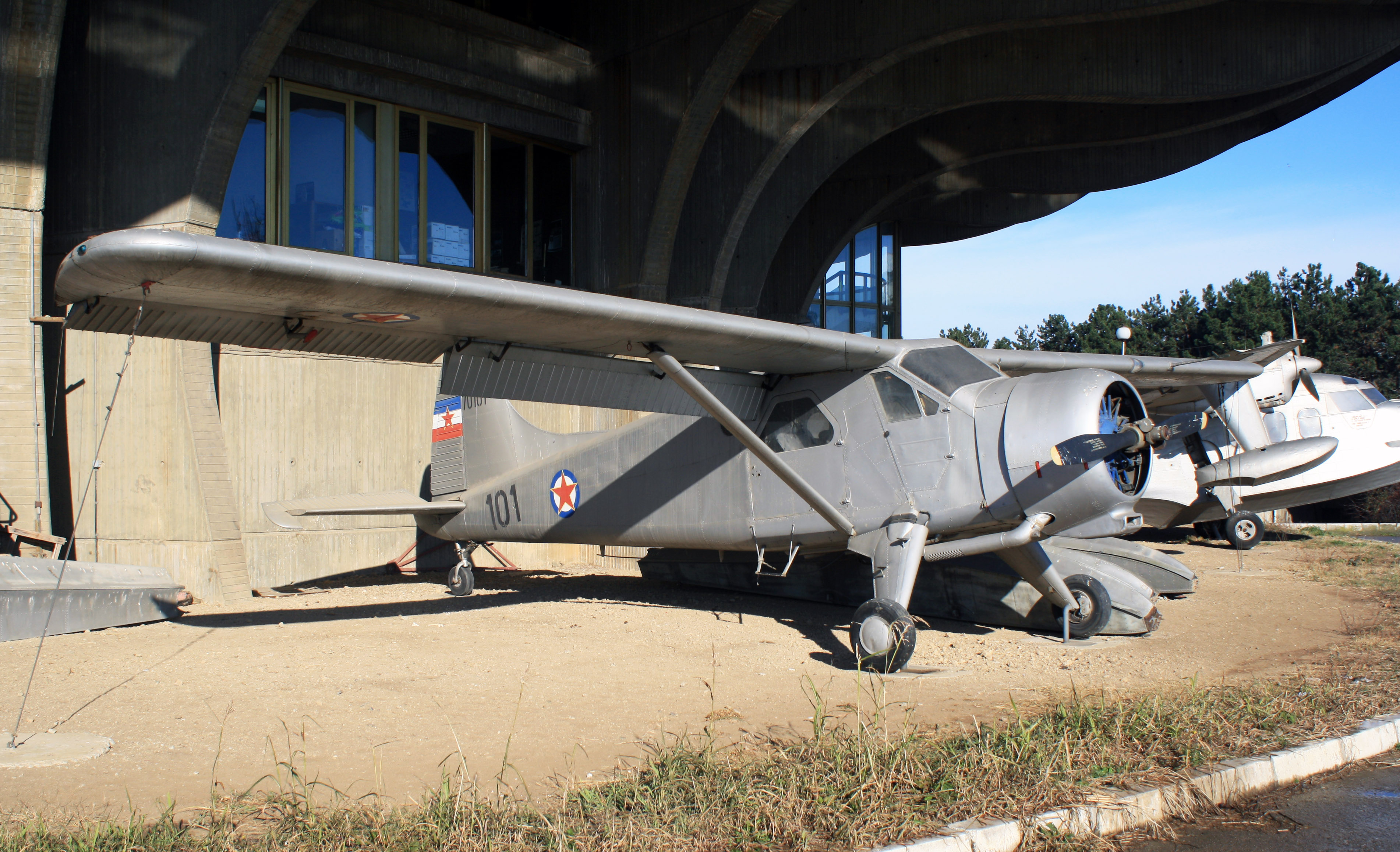
Гидросамолёт DHC-2 Beaver Mk.I 122-й эскадрильи, экспонат Музея воздухоплавания

- Fieseler Fi 156 Storch (1949—1958)
- Short SA-6 Sealand Mk. I[англ.] (1951—1952)
- DHC-2 Beaver Mk.I (1954—1968)
- UTVA-60H[англ.] (1964—1968)
- WS-51 Mk.1b Dragonfly[англ.] (1954—1966)